# Belisana dodabetta
Belisana dodabetta là một loài nhện trong họ Pholcidae. Loài này được phát hiện ở Ấn Độ.